# Brdárka
Brdárka este o comună slovacă, aflată în districtul Rožňava din regiunea Košice. Localitatea se află la altitudinea de 569 m deasupra n.m., se întinde pe o suprafață de 6,13 km2 și în 2017 număra 63 de locuitori.

## Istoric
Localitatea Brdárka este atestată documentar din 1556.

## Demografie
| An:                | 1994 | 2004   | 2014   | 2024   |
| ------------------ | ---- | ------ | ------ | ------ |
| Număr de persoane: | 62   | 60     | 62     | 61     |
| Diferență:         |      | −3,22% | +3,33% | −1,61% |

| An:                | 2023 | 2024   |
| ------------------ | ---- | ------ |
| Număr de persoane: | 60   | 61     |
| Diferență:         |      | +1,66% |